# Ostfluga
Ostfluga, Piophila casei, tillhör flugfamiljen ostflugor (Piophilidae). 
Den har en längd av cirka 3–5 millimeter lång och är svartglänsande med rundat huvud och delvis rostgula delvis på antennerna och benen samt främre delen av pannan rostgula. Bakkroppen är smalt äggrund. 
Äggen läggs vanligen i ost men även i andra feta ämnen som fläsk eller grädde. De vita, ungefär 8 millimerter långa hoppande larverna kallas ostmaskar. Efter 1–2 veckor förpuppas de och efter ytterligare omkring 10 dagar är ostflugan fullbildad.
Ostflugor används för att ge den italienska osten Casu marzu sin karaktäristiska smak och konsistens.
De används även inom rättsentomologin för att göra dödstidsbestämningar av kadaver, vanligen efter någon eller några månader.